# Новониколаевка (Токмакский район)
Новоникола́евка (укр. Новомиколаївка) — село,
Новониколаевский сельский совет,
Токмакский район,
Запорожская область,
Украина.
Код КОАТУУ — 2325282801. Население по переписи 2001 года составляло 704 человека.
Является административным центром Новониколаевского сельского совета, в который, кроме того, входят сёла
Весёлое,
Запорожье,
Курошаны,
Мостовое и
Украинка.

## Географическое положение
Село Новониколаевка находится на берегах реки Курошаны,
выше по течению на расстоянии в 0,5 км расположено село Мостовое,
ниже по течению на расстоянии в 1 км расположено село Курошаны.

## История
- 1922 год — дата основания село Грозное-Юхимовка.
- В 1968 году переименовано в село Новониколаевка.

## Экономика
- «Дружба», СПК.

## Объекты социальной сферы
- Школа.
- Детский сад.
- Дом культуры.
- Фельдшерско-акушерский пункт.

## Достопримечательности
- Братская могила 84 советских воинов[2].